# Miarus ajugae
Miarus ajugae är en skalbaggsart som först beskrevs av Herbst 1795.  Miarus ajugae ingår i släktet Miarus, och familjen vivlar. Arten är reproducerande i Sverige.